# Emmanuel Pilot de Thorey
Jean Joseph Auguste Alexandre Emmanuel Pilot de Thorey, né le 24 décembre 1847 à Grenoble, mort le 31 mai 1903 dans cette même ville, est un archiviste et historien français,.

## Biographie
Son père, Jean-Joseph-Antoine Pilot de Thorey (1805-1883), né en Italie, fut archéologue et archiviste paléographe du département de l'Isère. Ses deux grands-pères ont servi dans la Grande Armée, le paternel comme capitaine, le maternel, Auguste Jean-Baptiste Debelle (1781-1831), comme général.
Mort à 55 ans, Emmanuel Pilot de Thorey a travaillé pendant 27 années aux Archives départementales de l'Isère, et a été l'archiviste du département,. Auteur de nombreux travaux sur le Dauphiné, ses ouvrages et publications sont encore utilisés et cités par les chercheurs et les historiens du XXIe siècle,,,. Certains ont été réédités aux XXe et XXIe siècles.

## Œuvre (sélection)
- 1873 : Abbaye de Notre Dame de Boscodon, près Embrun / Grenoble X. Drevet
- 1873 : Prieuré de Notre-Dame de Grace de Tullins / Grenoble X. Drevet
- 1874 : Abbaye de Notre-Dame et Saint-Jean-Baptiste de Chalais, règle de Saint-Benoît, chef d'ordre / Grenoble X. Drevet
- 1876 (rééd. 1977) : Prieuré de Saint-Michel-de-Connexe et chapelle de Ste-Madeleine / description pittoresque par A. Mège, historique par Em. Pilot de Thorey, Pont de Champ et chapelle de Ste Madeleine par J.-J. Pilot de Thorey, dessins de L. Vagnat / Grenoble, X. Drevet
- 1879 : Documents inédits. Cartulaire de l'abbaye bénédictine de Notre-Dame et Saint Jean-Baptiste de Chalais au diocèse de Grenoble / Grenoble impr. de Maisonville et fils
- 1879 :   Étude sur la sigillographie du Dauphiné. Inventaire des sceaux relatifs au Dauphiné conservés dans les archives départementales de l'Isère / Grenoble Impr. de Maisonville et fils
- 1880 : Documents et renseignements historiques sur le Musée de Grenoble... / [Grenoble] [Typographie et lithographie Maisonville et fils]
- 1880 : Notes pour servir à l'histoire de Grenoble / Grenoble X. Drevet
- 1882 : Chartreuse de Prémol près Uriage-les-Bains  (Wikisource) / Grenoble X. Drevet
- 1884 : Les prieurés de l'ancien diocèse de Grenoble compris dans les limites du Dauphiné... / [Grenoble] : [Typographie et lithographie Maisonville et fils]
- 1899 : Catalogue des actes du dauphin Louis II devenu le roi de France Louis XI, relatifs à l'administration du Dauphiné / recueillis, annotés et publiés par E. Pilot de Thorey / Grenoble : Imprimerie de Maisonville, V. Truc , vol. I[11],[12]
- 1899 :   Catalogue des actes du dauphin Louis II, devenu le roi de France Louis XI, relatifs à l'administration du Dauphiné  / recueillis, annotés et publiés par E. Pilot de Thorey,... / Grenoble V. Truc vol. II[13],[10]

### Publications posthumes
- 1911 : Catalogue des actes du dauphin Louis II devenu le roi de France Louis XI, relatifs à l'administration du Dauphiné III, Supplément / recueillis et annotés par E. Pilot de Thorey, publiés par G. Vellein / Grenoble : Impr. générale[14]
- 1921 (rééd. 2008) :   Dictionnaire topographique du département de l'Isère comprenant les noms de lieu anciens et modernes rédigé d'après les manuscrits d'Emmanuel Pilot de Thorey, et publié par le chanoine Ulysse Chevalier, membre de l'Institut / Ouvrage honoré de souscriptions par le conseil général de l'Isère et par le conseil municipal de Grenoble / Romans : Impr. Jeanne-d'Arc (Albert Domergue, fondateur)[15],[10]

## Distinctions
- Secrétaire puis président de la Société de statistique, des sciences naturelles et des arts industriels du département de l'Isère[5],[16]
- Membre correspondant de la Société d'archéologie, d'histoire et de géographie de la Drôme[4]
- Récompense : Prix Honoré Pallias de l'Académie delphinale en 1901 pour Catalogue des actes du Dauphin Louis II...[17]
- Vice-consul d'Italie à Grenoble[4]